# Bulbophyllum oblanceolatum
Bulbophyllum oblanceolatum là một loài phong lan thuộc chi Bulbophyllum.